# Papua-Nova Guiné nos Jogos Olímpicos de Verão de 2012
A Papua-Nova Guiné competiu nos Jogos Olímpicos de Verão de 2012, que decorreram na cidade de Londres, no Reino Unido, de 27 de julho até 12 de agosto de 2012.

## Halterofilismo
Masculino
| Atleta      | Evento | Arranque (kg) | Arremesso (kg) | Total (kg) | Posição |
| ----------- | ------ | ------------- | -------------- | ---------- | ------- |
| Steven Kari | -85kg  | 140,0         | 180,0          | 320,0      | 15º     |

Feminino
| Atleta    | Evento | Arranque (kg) | Arremesso (kg) | Total (kg) | Posição |
| --------- | ------ | ------------- | -------------- | ---------- | ------- |
| Dika Toua | -53kg  | 79,0          | 95,0           | 174,0      | 14º     |

## Taekwondo
Papua Nova Guiné conseguiu vaga para uma categorias de peso, conquistada no qualificatório da Oceania, realizado em Nouméa, na Nova Caledônia:
- até 49 kg feminino.